# Edith Zimmermann-Bütikofer
Edith Zimmermann-Bütikofer, geboren als Edith Bütikofer (* 4. November 1925 in Adliswil, Kanton Zürich; † 23. Juli 1986 in Castagneto Carducci, Toskana) war eine Schweizer Politikerin und Frauenrechtlerin.

## Leben und Wirken
Edith Zimmermann-Bütikofer war Tochter eines Stationsbeamten der SBB. Sie absolvierte nach der Sekundarschule eine Ausbildung an der Handelsschule des Kaufmännischen Verbands Zürich. Bereits vor Abschluss der Lehre stand sie in ihrem Lehrbetrieb im Sekretariat Versand & Verkauf 70 Angestellten vor. Weitere Stationen waren Direktionssekretärin in Genf und ein achtmonatiger Aufenthalt der an Fremdsprachen Interessierten in London.
Im Anschluss liess sie sich 1948 binnen zwei Monaten an der Luftverkehrsschule der Swissair zur Stewardess ausbilden; sie gehörte zu den elf Bewerberinnen, die bestanden. Bereits nach eineinhalb Jahren, in denen sie alle Fluglinien der Swissair beflogen hatte, wurde sie Chef-Stewardess. Gemeinsam mit dem Chef-Steward und in Kooperation mit anderen Fluggesellschaften konzipierte sie in dieser Zeit eine Berufsausbildung, die es bis dahin nicht gab. Ihr wurde die Leitung verschiedener Kurse übertragen. So erlebte sie das Entstehen eines neuen Berufsfeldes. Während dieser Zeit lernte sie ihren Ehemann Franz Zimmermann, Pilot bei der Swissair und später Direktor der Fluggesellschaft, kennen. Aufgrund eines Flugunfalls verliess sie 1952 nach vierjähriger Tätigkeit die Swissair. Sie schloss ein Volontariat im Kantonsspital Zürich an, um sich weitere Pflege-Kenntnisse anzueignen.
1960 wurde sie angesprochen, die zwei Jahre zuvor gegründete kantonale Frauenzentrale Glarus zu übernehmen. Nach anfänglichem Zögern, weil sie nie Mitglied eines Vereins war, stimmte sie zu. Hiermit begann ihre Frauenarbeit, Edith Zimmermann-Bütikofer verstand diese Aufgabe als «Aufbauarbeit», zum Beispiel für die Etablierung der Frauen- und Familienfürsorge, das noch fehlende Stimmrecht für Frauen, die Entlöhnung von Rotkreuz-Krankenhelferinnen oder die Errichtung einer Ausbildungsstätte für Mangelberufe und viele weitere Themen. Diese Funktion behielt sie bis 1973.
Im Februar 1961 wurde sie für die Dachorganisation der Frauenvereine, den Bund Schweizerischer Frauenvereine, vorgeschlagen, später wurde sie zur Vizepräsidentin gewählt. Dank dieser Funktion schaffte sie es, ihren frauenpolitischen Wirkungsraum auf die eidgenössische Ebene auszuweiten. Sie blieb bis 1968 in diesem Gremium.
Vom Schweizer Bundesrat wurde sie in den Rat für Gesamtverteidigung gewählt, in dem Entscheidungen zu Militär- und Zivilschutzfragen getroffen wurden. Ausserdem wurde sie in eine Kommission berufen, die das Verhältnis der Schweiz zur UNO abklären sollte.
Ab 1964 war Edith Zimmermann-Bütikofer in der Finanzkommission des Internationalen Frauenrates und erweiterte ihr frauenpolitisches Engagement um internationale Aufgaben. 1973 wurde sie zur Vizepräsidentin dieser bedeutendsten internationalen Frauen-Dachorganisation gewählt und blieb dies bis 1978. In dieser Funktion nahm sie u. a. am Weltkongress der Friedenskräfte 1973 in Moskau teil.
Seit 1965 gehörte sie dem Vorstand der Ostschweizerischen Radio- und Fernsehgesellschaft an und arbeitete in der Programmkommission.
Zweimal kandidierte Edith Zimmermann-Bütikofer für das Amt des Regierungsrates im Kanton Glarus, 1973 erstmals als Unabhängige, 1974 als Mitglied der Allgemeinen Bürgerlichen Volkspartei.

## Privates
Sie war ab 1954 mit Franz Zimmermann verheiratet. Gemeinsam lebten sie ab 1957 in Mitlödi, Kanton Glarus. Die Ehe blieb kinderlos. In ihrer Freizeit jagten sie gemeinsam oder machten ausgiebige Wander- und Bergtouren.
Nachdem Franz Zimmermann 1974 mit knapp 74 Jahren verstorben war, übersiedelte Edith Zimmermann-Bütikofer 1979 zum Schutz ihrer Gesundheit in das südlicher gelegene und klimatisch wärmere Tessin. Sie liess sich in Locarno nieder und begann sich erneut zu engagieren. 1984 gelang ihr die Wahl in den Gemeinderat von Locarno.
Edith Zimmermann-Bütikofer starb am 23. Juli 1986 in Castagneto Carducci während einer Urlaubsreise in der Toskana.